# Tommy Kendall
Tom „Tommy” Kendall (ur. 17 października 1966 w Santa Monica) – amerykański kierowca wyścigowy.

## Kariera
Kendall rozpoczął karierę w międzynarodowych wyścigach samochodowych w 1985 roku od startów w IMSA GTU Championship, gdzie dwukrotnie stawał na podium. Z dorobkiem 37 punktów uplasował się na dwunastej pozycji w końcowej klasyfikacji kierowców. W kolejnych trzech latach Kendall zdobywał tam tytuł mistrzowski. W późniejszych latach Amerykanin pojawiał się także w stawce IMSA Camel GTP Championship, NASCAR Winston Cup, IMSA Camel GTO, SCCA Corvette Challenge, NASCAR Busch Series, International Race Of Champions, IMSA Exxon Supreme GT Series, SCCA Trans-Am, Bathurst 1000, IMSA World Sports Car Championship, Grand American Rolex Series, American Le Mans Series, Trans-Am Road Racing Series, 24-godzinnego wyścigu Le Mans oraz FIA World Endurance Championship.

## Wyniki w 24h Le Mans
| Rok  | Zespół            | Partnerzy                         | Samochód        | Klasa   | Okr. | Poz. | Klasa Pos. |
| ---- | ----------------- | --------------------------------- | --------------- | ------- | ---- | ---- | ---------- |
| 2000 | Konrad Motorsport | Charles Slater Jürgen von Gartzen | Porsche 911 GT2 | GTS     | 317  | 14   | 7          |
| 2013 | SRT Motorsports   | Jonathan Bomarito Kuno Wittmer    | SRT Viper GTS-R | GTE Pro | 301  | 32   | 9          |